# Ciripelő pacsirta
A ciripelő pacsirta (Chersomanes albofasciata) a verébalakúak (Passeriformes) rendjébe, ezen belül a pacsirtafélék (Alaudidae) családjába tartozó faj.

## Rendszerezése
A fajt Frédéric de Lafresnaye francia ornitológus írta le 1836-ban, a Certhilauda nembe Certhilauda albofasciata néven.

## Alfajai
- Chersomanes albofasciata obscurata (Hartert, 1907) – délnyugat-, középső- és északkelet-Angola;
- Chersomanes albofasciata boweni (Meyer de Schauensee, 1931) – északnyugat-Namíbia;
- Chersomanes albofasciata erikssoni (Hartert, 1907) – észak-Namíbia;
- Chersomanes albofasciata barlowi (C. M. N. White, 1961) – északkelet-Botswana;
- Chersomanes albofasciata arenaria (Reichenow, 1904) – dél-Namíbia, délnyugat-Dél-afrikai Köztársaság;
- Chersomanes albofasciata garrula (A. Smith, 1846) – nyugat-Dél-afrikai Köztársaság;
- Chersomanes albofasciata kalahariae (Ogilvie-Grant, 1912) – közép-Botswana, észak-Dél-afrikai Köztársaság;
- Chersomanes albofasciata albofasciata (Lafresnaye, 1836) – délkelet-Botswana, közép-Dél-afrikai Köztársaság;
- Chersomanes albofasciata alticola Roberts, 1932 – északkelet-Dél-afrikai Köztársaság;
- Chersomanes albofasciata macdonaldi (Winterbottom, 1958) – dél-Dél-afrikai Köztársaság.

## Előfordulása
Afrika déli részén, Angola, Botswana, a Dél-afrikai Köztársaság, a Kongói Demokratikus Köztársaság, Namíbia és Szváziföld területén honos. Természetes élőhelyei a szubtrópusi és trópusi gyepek és cserjések. Állandó, nem vonuló faj.

## Megjelenése
Testhossza 14 centiméter, testtömege 20-34 gramm.

## Életmódja
Többnyire rovarokkal táplálkozik, de magokat is fogyaszt. Egész évben, de többnyire júliustól decemberig költ.

## Természetvédelmi helyzete
Az elterjedési területe rendkívül nagy, egyedszáma ugyan csökken, de még nem éri el a kritikus szintet. A Természetvédelmi Világszövetség Vörös listáján nem fenyegetett fajként szerepel.